# Moviment Social Europeu
El Moviment Social Europeu (MSE) fou una organització creada l'any 1951 a Malmoe, Suecia per fomentar el pan-europeisme.

## La tercera força
En aquells anys els destacats líders del neofascisme europeu, s'aferraben a propagar l'urgència de fer d'Europa una "tercera força", independent i más poderosa que Estatss Units i la Unió Soviètica.
Sota aquesta bandera representants de diferents organitzacions varen discutir un programa base per a una futura cooperació, la qual cosa va conduir, en maig de 1951, a la reunió de Malmoe, pequeña ciutat al sud de Suecia.

## Delegacions
A la reunió hi van assistir delegats d'Itàlia, Espanya, Alemanya, Austria, França, Anglaterra, Bèlgica, Països Baixos, Suïssa, Dinamarca, Noruega i Finlàndia.

## Història
El MSE representa la primera manifestació del neofascisme a nivell internacional digna de menció. Durant el transcurs del Congrés celebrat a Malmoe es va discutir un document base sobre quins serien el mètodes per influir en la societat europea, eludir la legislació antisfeixista i fer front als comunistes.
Així mateix, el MSE va establir una relació amb altres organitzacions que tenien contactes internacionals, com l'associació Argentina-Europea, una coordinadora de grups neonazis sota la direcció del ex pilot de les forces aéries alemanyes Hans-Ulrich Rudel, la Unió Árab i la Lliga Amistat Árab-Escandinava.
Però les principals organitzacions neofascistes d'Itàlia i Alemanya no es van mostrar massa interessades en el projecte, ja que se centraven més a nivell nacional.